# Sainte-Néomaye
Sainte-Néomaye è un comune francese di 1 331 abitanti situato nel dipartimento delle Deux-Sèvres nella regione della Nuova Aquitania.

## Società

### Evoluzione demografica
Abitanti censiti